# تطور رؤية الألوان

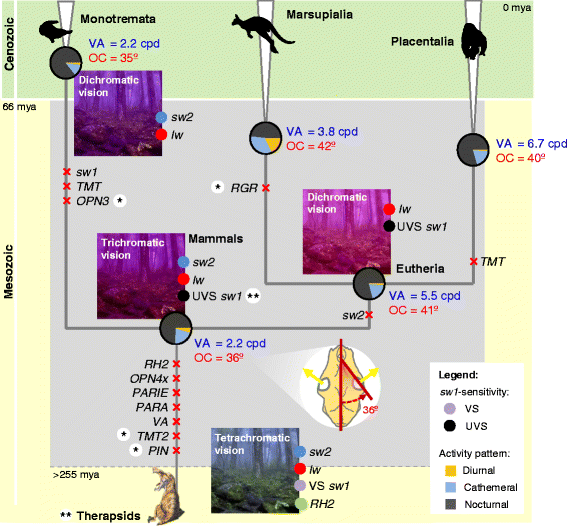
تطور رؤية الألوان لدى الثدييات

رؤية الألوان، وهي تكيف تقريبي لحاسة البصر، تسمح لنا بتمييز الضوء بناءً على مكوناته الطولية الموجية.

## تحسين حساسية الكشف
لقد قدمت عملية التطور في الانتقال من صبغة ضوئية واحدة إلى صبغتين مختلفتين أسلافنا الأوائل بميزة حساسية بطريقتين.
من ناحية واحدة، فإن إضافة صبغة جديدة ستسمح لهم برؤية مجموعة أوسع من الطيف الكهرومغناطيسي. ثانياً، ستخلق التوصيلات العشوائية الجديدة معارضة الطول الموجي، وستكون الخلايا العصبية الجديدة المعارضة للطول الموجي أكثر حساسية بكثير من الخلايا العصبية غير المعارضة للطول الموجي. وهذا هو نتيجة بعض توزيعات الطول الموجي التي تفضل الإثارة بدلاً من الكبح. سيكون كل من الإثارة والكبح ميزات لركيزة عصبية أثناء تكوين صبغة ثانية. بشكل عام، فإن الميزة المكتسبة من زيادة الحساسية مع معارضة الطول الموجي ستفتح فرصاً للاستغلال المستقبلي من خلال الطفرات وحتى التحسين الإضافي.

## اللافقاريات
الرؤية الملونة تتطلب عدداً من جزيئات الأوبسين ذات قمم امتصاص مختلفة، وكان هناك على الأقل ثلاثة أوبسينات موجودة في سلف مفصليات الأرجل؛ ويمتلك كل من كلابيات القرون وجميع القشريات رؤية ملونة اليوم.

## الفقاريات
كان الباحثون الذين يدرسون الجينات الأوبسين المسؤولة عن صبغات الرؤية الملونة يعلمون منذ فترة طويلة بوجود أربعة أوبسينات بروتينات مستقبلة للضوء في الطيور والزواحف والعظميات. يشير هذا إلى أن السلف المشترك للبرمائيات والسلويات (حوالي 350 مليون سنة مضت) كان لديه رؤية رباعية اللون - القدرة على رؤية أربعة أبعاد من اللون.

## الثدييات
اليوم، معظم الثدييات تمتلك رؤية ثنائية اللون، مما يتوافق مع عمى الألوان الأحمر-الأخضر. وبالتالي، يمكنهم رؤية الضوء البنفسجي والأزرق والأخضر والأصفر، ولكن لا يمكنهم رؤية الضوء فوق البنفسجي أو الأحمر العميق. كانت هذه ميزة محتملة لأول أسلاف الثدييات، التي كانت صغيرة، ليلية، وحفارة على الأرجح.
في وقت انقراض العصر الطباشيري الباليوجيني منذ 66 مليون عام، ربما ساعدت قدرة الحفر الثدييات على البقاء من الانقراض. كانت أنواع الثدييات في ذلك الوقت قد بدأت بالفعل في التمايز، لكنها كانت لا تزال صغيرة بشكل عام، مماثلة في الحجم للخفافيش؛ وقد ساعدهم هذا الحجم الصغير على إيجاد مأوى في بيئات محمية.

## أحاديات المسلك والجرابيات
يُفترض أن بعض الثدييات الأولية، مثل وحيدات المسلك والجرابيات والمشيميات، كانت شبه مائية أو حفارة، حيث يوجد العديد من السلالات الثديية ذات هذه العادات اليوم. ولابد أن أي ثدي حفاري أو شبه مائي كان يتمتع بحماية إضافية من الضغوط البيئية في حدود العصر الطباشيري-الباليوجيني. ومع ذلك، فإن العديد من هذه الأنواع كانت تمتلك رؤية لونية ضعيفة مقارنة بأنواع الفقاريات غير الثديية في ذلك الوقت، بما في ذلك الزواحف والطيور والبرمائيات.

## الرئيسيات
منذ بداية فترة الباليوجيني، تكاثرت الثدييات الناجية وتوسعت، مبتعدة عن نمط الحياة الحفرية وتوجهت نحو العيش في العراء، على الرغم من أن معظم الأنواع احتفظت برؤيتها اللونية الضعيفة نسبيًا. استثناءات ذلك تحدث لدى بعض الجرابيات (التي ربما احتفظت برؤيتها اللونية الأصلية) وبعض الرئيسيات - بما في ذلك البشر. بدأت الرئيسيات، كرتبة من الثدييات، في الظهور حول بداية فترة الباليوجيني.
وقد أعادت الرئيسيات تطوير الرؤية الثلاثية الألوان منذ ذلك الوقت، من خلال آلية تكرار الجينات، حيث كانت تحت ضغط تطور غير عادي لتطوير رؤية الألوان بشكل أفضل من المعيار الثديي. إن القدرة على إدراك الألوان الحمراء والبرتقالية تسمح للرئيسيات التي تعيش على الأشجار بتمييزها عن اللون الأخضر. وهذا أمر مهم بشكل خاص بالنسبة للرئيسيات في اكتشاف الفاكهة الحمراء والبرتقالية، وكذلك الأوراق الجديدة الغنية بالمغذيات، حيث لم تختفي بعد الكاروتينات الحمراء والبرتقالية بواسطة الكلوروفيل.
نظرية أخرى هي أن اكتشاف احمرار الجلد وبالتالي الحالة المزاجية ربما يكون قد أثر على تطور الرؤية الثلاثية لالوان في الرئيسيات. كما أن اللون الأحمر له تأثيرات أخرى على سلوك الرئيسيات والإنسان، كما تمت مناقشته في مقالة علم نفس الألوان.
اليوم، من بين قرديات الشكل، فإن سفليات المنخرين (سعدان العالم القديم والبشرانيات وأشباهها) تكون عادة ثلاثية الألوان - مما يعني أن كلاً من الذكور والإناث يمتلكون ثلاثة أوبسينات، حساسة للضوء ذي الموجة القصيرة، والمتوسطة، والطويلة - بينما، على العكس، فإن جزءًا صغيرًا فقط من الرئيسيات سعدان العالم الجديد (القردة الدنيا) تكون ثلاثية الألوان.